# Wer liefert was

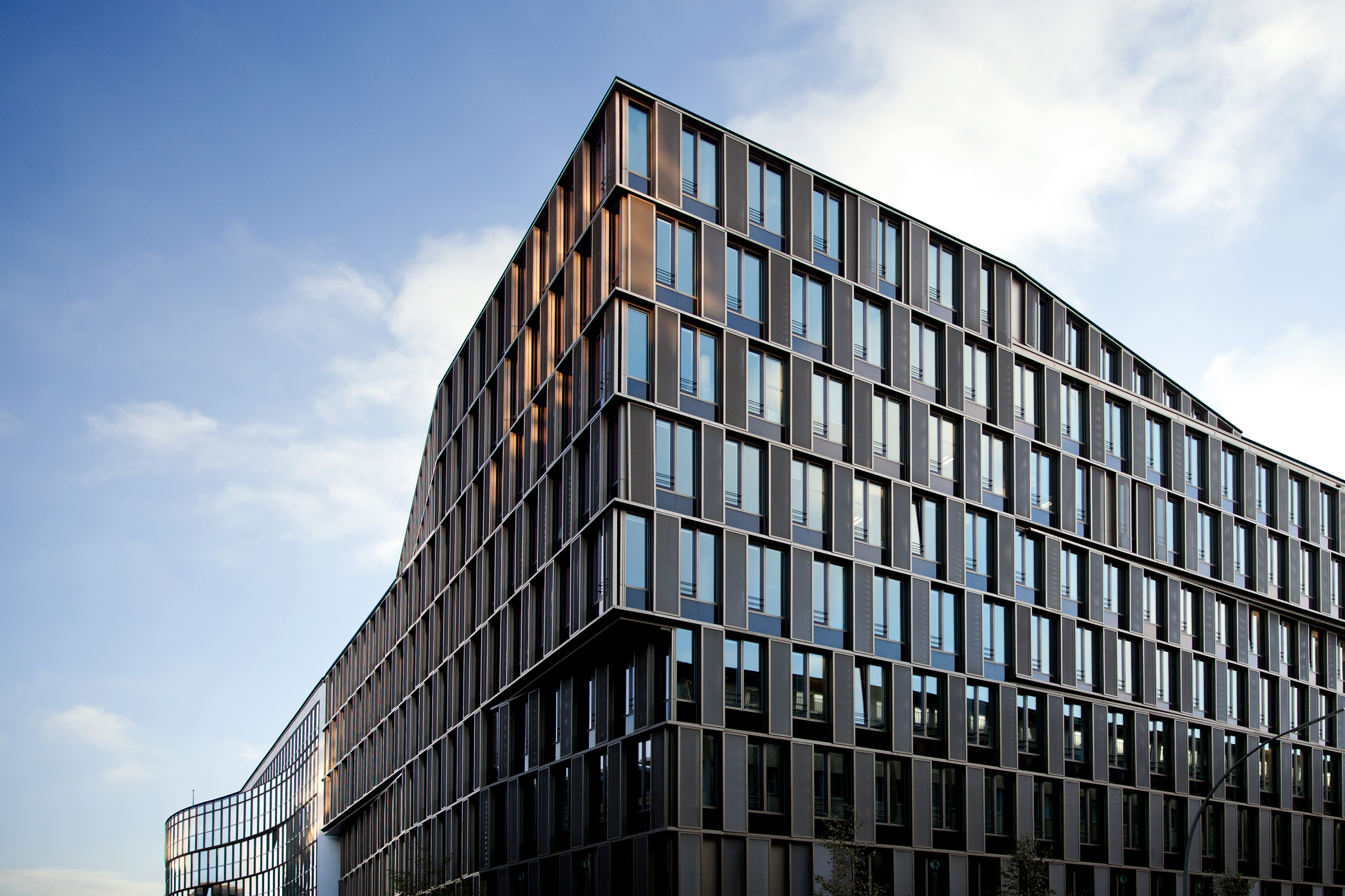
Unternehmenssitz von Wer liefert was? seit April 2013

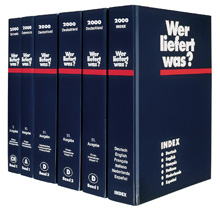
Letzte Buchausgabe aus dem Jahr 2000

„Wer liefert was“ ist eine Datenbank, die sich als Online-Business-to-Business-Plattform (B2B) bezeichnet. Die Plattform wurde 1932 als unabhängiges und branchenübergreifendes Nachschlagewerk für gewerbliche Einkäufer gegründet und bietet heute im Internet Personen, die beruflich einkaufen oder Einkaufsentscheidungen vorbereiten, eine kostenlose Anbietersuche sowie Produktsuche.

## Das Unternehmen
Seit 27. Mai 2019 ist „Wer liefert was“ Teil der Visable GmbH, die gleichzeitig als neuer Arbeitgeber für die rund 370 Mitarbeiter fungiert. Die B2B-Plattform bleibt als Marke bzw. Angebot von „Visable“ bestehen.

### Chronik
„Wer liefert was“ wurde 1934 im Rahmen der Leipziger Messe erstmals als branchenübergreifender Katalog für gewerbliche Einkäufer herausgegeben. Die Buchausgabe erschien einmal im Jahr und wurde bis zum Jahr 2000 aufgelegt. Nach dem Zweiten Weltkrieg wurde der Verlag in Hamburg wiedergegründet. 1970 erschien die gesamte Buchausgabe auch auf Mikroplanfilm. 1986 wurde zum ersten Mal eine CD-ROM veröffentlicht.
Um den Nutzern die eingetragenen Daten online zugänglich zu machen, wurde Bildschirmtext genutzt. 1990 wurden im Zuge der Deutschen Wiedervereinigung die West- und Ostausgaben von „Wer liefert was“ in Hamburg zusammengeführt. Im Jahr 1995 ging „Wer liefert was“ als Suchmaschine online.
1996 wurde das Internetangebot um ein Shop-System erweitert. Den Inserenten standen damit erweiterte Funktionen zur Verfügung, z. B. die Möglichkeit direkter Anfragen über das Internet. 2000 wurde „Wer liefert was“ eine Tochtergesellschaft des schwedischen Konzerns Eniro (nach eigenen Angaben der führende Suchmaschinenbetreiber der nordischen Länder). „Wer liefert was“ veröffentlichte die letzte Buchausgabe. 2004 wurde die letzte CD-ROM von „Wer liefert was“ veröffentlicht. 2005 wurden für die Datenbank erweiterte Suchfunktionen implementiert. 2007 übernahm das italienische Unternehmen Seat Pagine Gialle für 115 Millionen Euro 100 Prozent der Anteile von „Wer liefert was“, 2008 kaufte Bisnode, europäischer Anbieter digitaler Wirtschaftsinformationen, das Unternehmen.
2012 verkaufte Bisnode „Wer liefert was“ an die private deutsche Investmentgesellschaft Paragon Partners. Im April 2013 wurde mit der Neugestaltung der Homepage auf das Fragezeichen im Produktnamen verzichtet. Seit Oktober 2015 bietet „Wer liefert was“ neben der Anbietersuche auch eine Produktsuche im Internet an. 2016 wurde die französische Firma Europages übernommen, eine Zusammenarbeit mit „Wer liefert was“ bestand bereits seit 2014. Im Februar 2017 erwarb die schweizerische Beteiligungsgesellschaft Capvis gemeinsam mit dem bestehenden Management von „Wer liefert was“ das Unternehmen.
Insbesondere um die eigene Produkt- und Softwareentwicklung auszubauen, wurde 2019 das Berliner Kleinanzeigenportal Gebraucht.de (heute VisableLabs) übernommen.
2019 wurde das Unternehmen umbenannt und die neue Dachmarke Visable gegründet. Die Dienste „Wer liefert was“ und Europages blieben als eigenständige Internetplattformen bestehen. 2023 erwarb die chinesische Alibaba Group die Anteilsmehrheit an Visable.

## Datenbank
Die Bestellung, Lieferung und Abrechnung erfolgt nicht über die Plattform. Die Seite dient ausschließlich der Anbahnung von Geschäftsbeziehungen.